# Golinhac
Golinhac ist eine französische Gemeinde mit 370 Einwohnern (Stand 1. Januar 2022) im Département Aveyron in der  Region Okzitanien.
Der Ort liegt am Fernwanderweg GR 65, der weitgehend dem historischen Verlauf des französischen Jakobsweges „Via Podiensis“ folgt.

## Geografie
Golinhac liegt im Zentralmassiv südlich über dem Lot-Tal im Abschnitt Estaing – Entraygues-sur-Truyère. Die nächsten französischen Großstädte sind Lyon (218 km) im Nordosten, Toulouse (144 km) im Südwesten, Bordeaux (252 km) im Westen und Montpellier (151 km) im Südosten.

## Geschichte
Der Ort entstand im 11. Jahrhundert an einer alten römischen Straße. Die präromanische Kirche mit gotischen Ergänzungen diente bis ins 17. Jahrhundert als Wehrkirche.
| Jahr      | 1962 | 1982 | 1990 | 1999 | 2006 | 2018 |
| --------- | ---- | ---- | ---- | ---- | ---- | ---- |
| Einwohner | 541  | 472  | 458  | 392  | 441  | 329  |

## Jakobsweg (Via Podiensis)
In Golinhac gibt es nur sehr beschränkte Übernachtungsmöglichkeiten. Auf dem Campingplatz gibt es eine einfache Pilgerherberge (französisch: Gîte d’étape). Die nächste größere Ortschaft auf dem Jakobsweg ist Conques. Dorthin führt der Weg im welligen Relief über Feldwege und kleine Straßen durch Mischwälder und Wiesen. Als Straßenverbindung führt dorthin die D20, die nach wenigen Kilometern auf die D42 führt, der man bis Conques folgt.

## Sehenswürdigkeiten
- Pilgerkreuz aus dem 15. Jahrhundert
- Kirche Saint-Martin, deren Anfänge bis 950 zurückreichen mit Fundamenten einer Benediktinerabtei aus dem 12. Jahrhundert